# Staatsrat für Frieden und Entwicklung
Der Staatsrat für Frieden und Entwicklung (birmanisch နိုင်ငံတော် အေးချမ်းသာယာရေး နှင့် ဖွံ့ဖြိုးရေး ကောင်စီ, Aussprache [nàiNŋàNdɔ̀ éiʤáN θàja yéi n̥ḭN pʰṵNpʰyo yéi kaùNsì]; englisch State Peace and Development Council, abgekürzt SPDC) ist der offizielle Name der ehemaligen Militärregierung von Myanmar (des ehemaligen Birma). Am 4. Februar 2011 wurde Thein Sein, bisheriger Premierminister der Militärregierung, durch das erstmals gewählte Parlament zum Präsidenten einer neuen zivilen Regierung gewählt. Mit Seins Amtsantritt am 30. März 2011 ließ Than Shwe, seit 1992 Vorsitzender des SPDC und damit scheidendes Staatsoberhaupt, den SPDC auflösen.

## Geschichte
Nach den blutigen Unruhen am 8. August 1988 gegen die von General Ne Win eingesetzte Regierung der Burma Socialist Programme Party (BSPP) putschte General Saw Maung am 18. September dieses Jahres gegen den erst seit vier Wochen amtierenden zivilen Präsidenten Maung Maung und installierte den Staatsrat für Wiederherstellung von Recht und Ordnung (‚State Law and Order Restoration Council‘, SLORC). Gleichzeitig hörte die bisherige Einheitspartei BSPP auf zu existieren. 1997 benannte sich das Regime um in Staatsrat für Frieden und Entwicklung (‚State Peace and Development Council‘, SPDC).
Dem Regime wird die brutale Verfolgung von ethnischen Minderheiten, Oppositionsgruppen, Studenten und Menschenrechtskämpfern vorgeworfen.

## Zusammensetzung
Der Staatsrat für Frieden und Entwicklung bestand aus den Oberbefehlshabern der Teilstreitkräfte und den Kommandeuren der regionalen Militärkommandos.
Vorsitzender des SPDC war seit dem Amtsverzicht von General Saw Maung am 23. April 1992 General Than Shwe, Oberbefehlshaber über die myanmarischen Streitkräfte, und somit bis zum 4. Februar 2011 Staatsoberhaupt Myanmars. Stellvertretender Vorsitzender war General Maung Aye, stellvertretender Oberbefehlshaber über die myanmarischen Streitkräfte und Oberbefehlshaber des Heers.
Die weiteren Mitglieder sind:
- General Thura Shwe Mann, Stabschef der Streitkräfte
- General Thein Sein, (bis 4. Februar 2011) Premierminister
- General Thiha Thura Tin Aung Myint Oo, Erster Sekretär des SPDC und ehemals General-Quartiermeister[1]
- Generalleutnant Kyaw Win, Vorsitzender militärische Ausbildung
- Generalleutnant Tin Aye
- Generalleutnant Ye Myint, Vorsitzender des Geheimdiensts (Bureau of Special Operation-1) (Kachin-Staat, Chin-Staat, Sagaing-Division, Magwe-Division, Mandalay-Division)
- Generalleutnant Aung Htwe, Vorsitzender des Geheimdiensts (Bureau of Special Operation-2) (Kayah-Staat, Shan-Staat)
- Generalleutnant Khin Maung Than, Vorsitzender des Geheimdiensts (Bureau of Special Operation-3) (Bago-Division, Yangon-Division, Irawadi-Division, Rakhaing-Staat)
- Generalleutnant Maung Bo, Vorsitzender des Geheimdiensts (Bureau of Special Operation-4) (Kayin-Staat, Mon-Staat, Tanintharyi-Division)